# Mr. A-Z
Mr. A-Z är ett musikalbum av den amerikanske singer-songwritern Jason Mraz, utgivet i juli 2005 på Atlantic Records.

## Låtlista
1. "Life Is Wonderful" - 4:20
2. "Wordplay" - 3:06
3. "Geek in the Pink" - 3:55
4. "Did You Get My Message?" - 4:00
5. "Mr. Curiosity" - 3:54
6. "Clockwatching" - 4:23
7. "Bella Luna" - 5:02
8. "Plane" - 5:13
9. "O. Lover" - 3:54
10. "Please Don't Tell Her" - 3:36
11. "The Forecast" - 3:44
12. "Song for a Friend" - 8:09